# Island of Stroma
Das zur Parish Canisbay im Nordosten von Caithness gehörende unbewohnte Island of Stroma (altnordisch Straumey) liegt vor der schottischen Nordküste, drei Kilometer entfernt vom Hafen John o’ Groats im Pentland Firth, der das schottische Festland vom Archipel der Orkney trennt.
1901 waren noch 375 Menschen hier beheimatet. In den späten 1940er Jahren war die Zahl auf 111 gefallen. 1947 kaufte John Hoyland ein Schirmfabrikant aus Yorkshire die Insel und es gelang ihm zunächst nicht, sie wieder zu veräußern, als die Bevölkerung zunehmend abwanderte. 1956 lebten nur noch sechzehn Personen, das Personal eines Leuchtturms eingeschlossen, auf Stroma. Die letzten Mitglieder der Familie Manson haben die Insel 1961 verlassen. Seit der Automatisierung des Leuchtturms 1996 ist die Insel unbewohnt und wird nun als Weidefläche für Schafe benutzt.

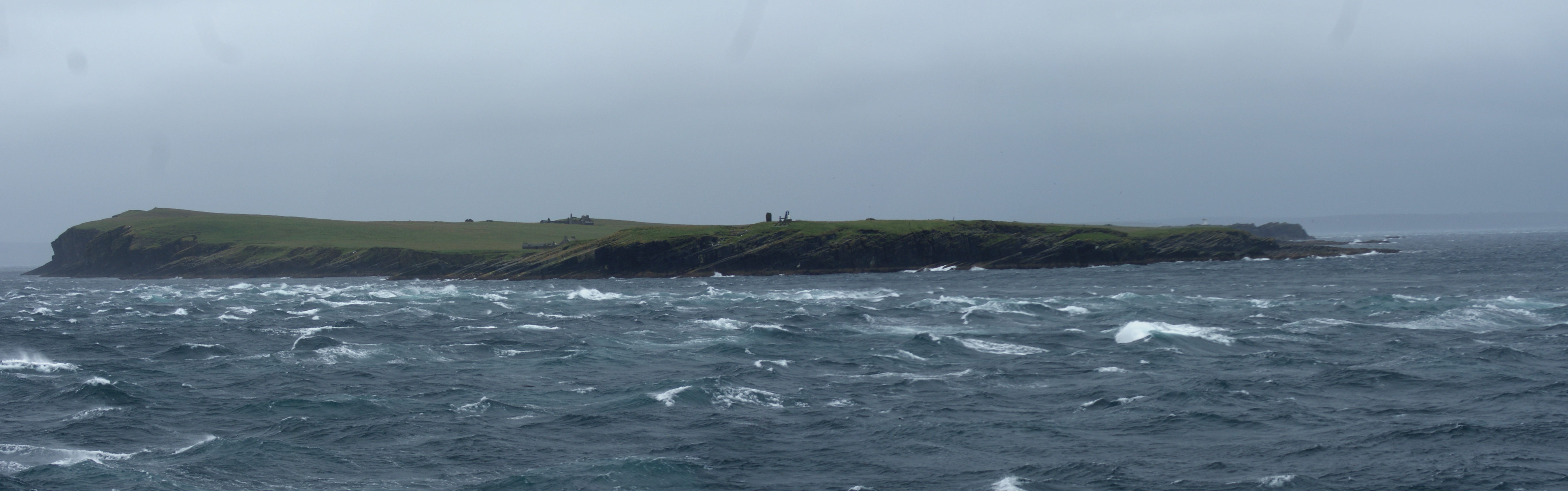
Stroma

## Bilder

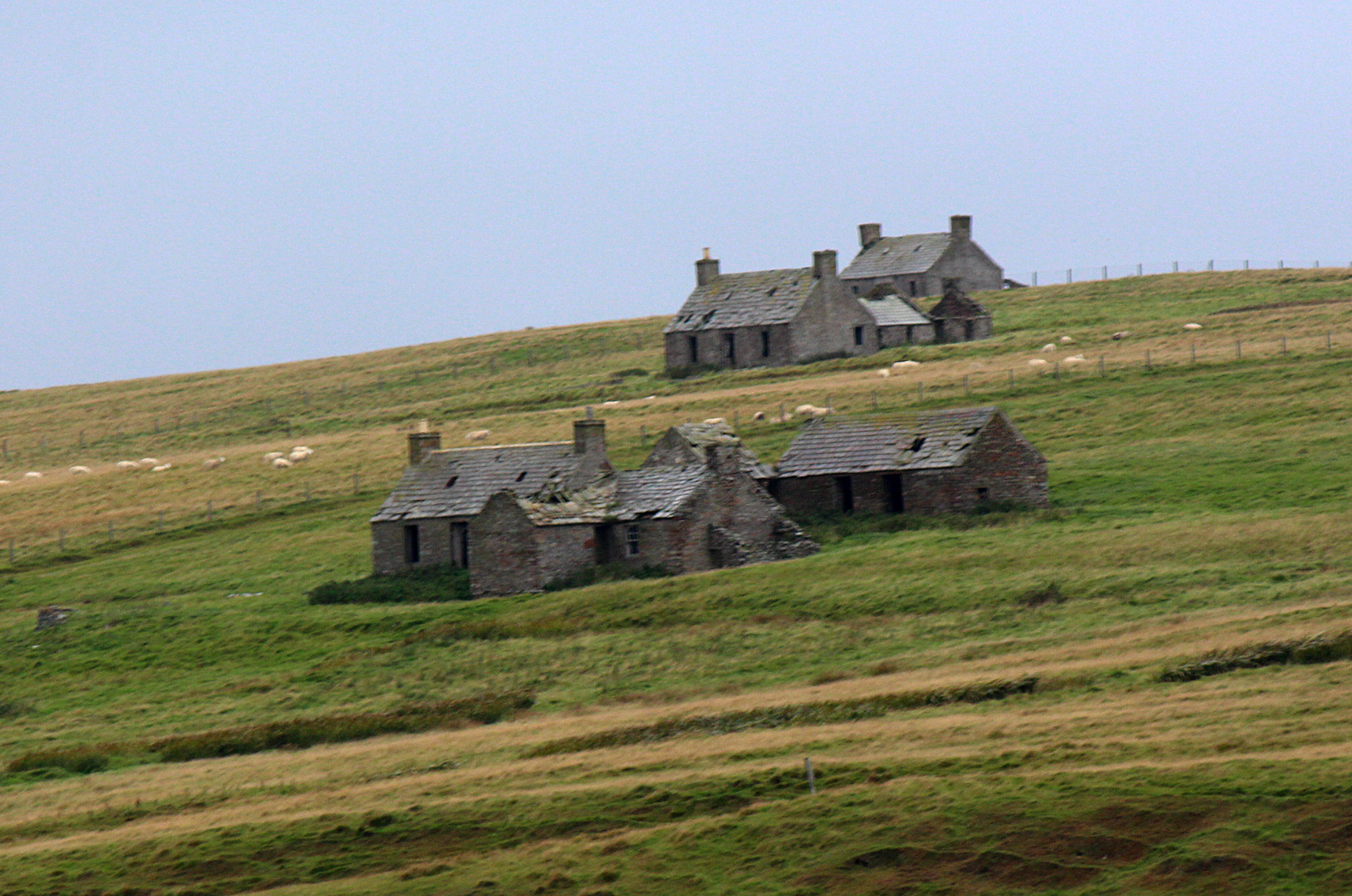
Hausruinen auf Stroma
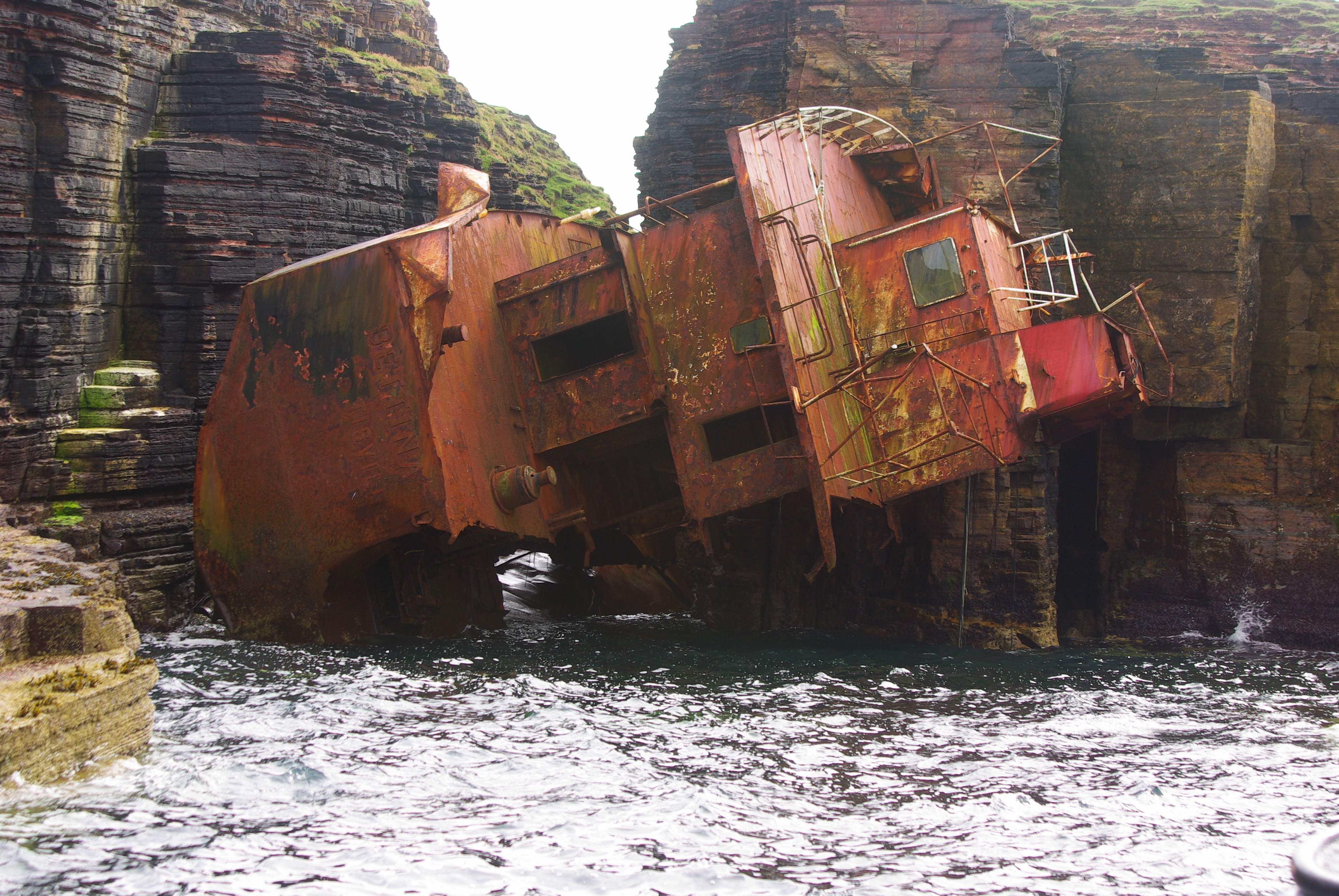
Wrack der Bettina Danica
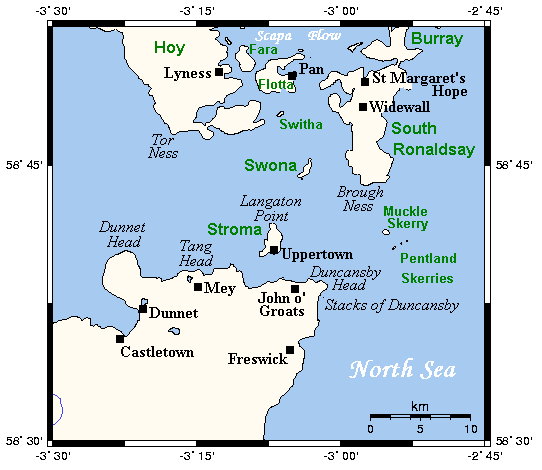
Karte